# Asbroek (Leudal)
Asbroek (Limburgs: Asbrook) is een buurtschap in de gemeente Leudal, in de Nederlandse provincie Limburg, gelegen in het buitengebied ten noorden van Roggel en ten zuiden van Heibloem. Het viel tot 2007 onder de toenmalige gemeente Roggel en Neer. 
Asbroek bestaat uit circa 10 verspreide boerderijen en woonhuizen die zijn gelegen rond een driesprong van twee wegen: de provinciale weg Helmond - Horn (N279) en een veldweg richting het natuurgebied de Asbroekerheide. Dit gebied ligt ten zuidwesten van het plaatsje en is een aaneengesloten bosgebied van circa 500 hectare dat een restant is van de Peel. Aangrenzende buurtschappen zijn Schaapsbrug in het noorden, Heide in het oosten en Nijken in het zuiden. Door Asbroek stroomt de Roggelse Beek. De Vissensteert stroomt iets ten noorden van de buurtschap in deze beek. Qua adressering valt Asbroek grotendeels onder de woonplaats Heibloem en voor een kleiner deel onder Roggel.
Dorpen: Baexem · Buggenum · Ell · Grathem · Haelen · Haler · Heibloem · Heythuysen · Horn · Hunsel · Ittervoort · Kelpen-Oler · Neer · Neeritter · Nunhem · Roggel

Buurtschappen: Aan de Bergen · Aan het Broek · Achter het Klooster · Asbroek · Beekkant · Berik · Blenkert · Brumholt · Caluna · Castert · De Horck · Dries · Eiland · Eind · Ellerhei · Gendijk · Geneijgen · Gerhegge · Haelense Broek · Hanssum · Heiakker · Heide (Heythuysen) · Heide (Roggel) · Heioord · Heugde · Hoek · Hollander · Hoogschans · Hoogstraat · De Horck · Kappert · Karreveld · Keizerbos · Kinkhoven · Laak · Maxet · Mortel · Nijken · Op de Bos · Ophoven · Overhaelen · Roligt · Santfort (deels) · Schaapsbrug · Schans (Ell) · Schans (Roggel) · Schillersheide · Smidstraat · Strubben · Uffelse · Venne · Vestjenshoek · Vlaas · Waije

Voormalige gemeenten: Haelen · Heythuysen · Hunsel · Roggel en Neer

Limburg: Steden en dorpen      Nederland: Provincies · Gemeenten